# República Democrática do Congo nos Jogos Olímpicos de Verão de 2004
República Democrática do Congo competiu nos Jogos Olímpicos de Verão de 2004, em Atenas, na Grécia.